# Ebeltoft Sogn
Ebeltoft Sogn var et sogn i Syddjurs Provsti (Århus Stift). 1. januar 2011 blev sognet lagt sammen med Dråby Sogn og Handrup Sogn til Ebeltoft-Dråby-Handrup Sogn.
Ebeltoft Sogn omfattede Ebeltoft købstad samt købstadslanddistriktet Ebeltoft Landsogn som fra 1. januar 1842 til 1966 udgjorde en selvstændig sognekommune. Per 1. april 1966 blev sognekommunen indlemmet i Ebeltoft Købstadskommune der ved kommunalreformen i 1970 blev kernen i Ebeltoft Kommune. Den indgik ved strukturreformen i 2007 i Syddjurs Kommune.
I Ebeltoft Sogn lå Ebeltoft Kirke.
I sognet findes følgende autoriserede stednavne:
- Ahl (bebyggelse)
- Ahl Hage (areal, bebyggelse)
- Ahl Plantage (areal)
- Blushøj (areal)
- Christianslund (bebyggelse)
- Ebeltoft (købstad)
- Elsegårde (bebyggelse, ejerlav)
- Elsegårde Skov (areal)
- Elsegårde Strand (bebyggelse)
- Gydhøj (areal)
- Gåsehage (areal)
- Hasnæsparken (bebyggelse)
- Hasnæstoften (bebyggelse)
- Hassensør (areal)
- Helligtrekongershøj (areal)
- Hjelm (areal, ejerlav)
- Hjulbjerg (areal)
- Hullerne (bebyggelse)
- Langager (bebyggelse)
- Lærkelunden (bebyggelse)
- Skovgårde (bebyggelse, ejerlav)
- Stenager (bebyggelse)
- Sydhage (areal)
- Tolløkke (areal)
- Vestensø (areal)
- Øerne (bebyggelse, ejerlav)
- Ålhøje (areal)